# Piuí crestat rogenc
El piuí crestat rogenc (Mitrephanes phaeocercus) és un ocell de la família dels tirànids (Tyrannidae).

## Hàbitat i distribució
Viu als clars del bosc, matolls als vessants i boscos subtropicals des de Mèxic al nord-est de Sonora, oest de Chihuahua, Sinaloa, Durango, oest de Zacatecas, sud de San Luis Potosí i sud de Tamaulipas, cap al sud, a través de l'interior de Mèxic, a Jalisco, fins Guatemala, El Salvador i Hondures fins al nord de Nicaragua. Des del centre de Costa Rica, cap al sud, a través de Panamà i oest de Colòmbia fins al nord-oest de l'Equador.